# Gneiss Hills
Gneiss Hills är en kulle i Antarktis. Den ligger i Sydorkneyöarna. Argentina och Storbritannien gör anspråk på området. Toppen på Gneiss Hills är 260 meter över havet, eller 55 meter över den omgivande terrängen. Bredden vid basen är 0,56 km. Gneiss Hills ligger på ön Signy.
Terrängen runt Gneiss Hills är varierad. Trakten är obefolkad. Det finns inga samhällen i närheten. 